# Distrikt Masisea
Der Distrikt Masisea liegt in der Provinz Coronel Portillo in der Region Ucayali in Ostzentral-Peru. Der Distrikt wurde am 13. Oktober 1900 gegründet. Der Distrikt Masisea hat eine Fläche von 14.708 km². Beim Zensus 2017 wurden 11.147 Einwohner gezählt. Im Jahr 1993 lag die Einwohnerzahl bei 12.083, im Jahr 2007 bei 11.651. Verwaltungssitz des Distriktes ist die 156 m hoch gelegene Kleinstadt Masisea mit 2389 Einwohnern (Stand 2017). Masisea liegt unweit des Ostufers des Río Ucayali, 35 km südöstlich der Provinz- und Regionshauptstadt Pucallpa.

## Geographische Lage
Der Distrikt Masisea liegt im zentralen Osten der Provinz Coronel Portillo. Er liegt am Westrand des Amazonasbeckens östlich des Río Ucayali sowie südöstlich der Stadt Pucallpa. Der Distrikt ist weitgehend deckungsgleich mit dem Einzugsgebiet des Flusses Río Tamaya, ein rechter Nebenfluss des Río Ucayali. Im Südwesten des Distrikts befindet sich das am 15. Juni 2010 eingerichtete 1357,37 km² große regionale Schutzgebiet Imiría. Dieses umfasst ein Feuchtgebiet mit dem See Laguna Imiría. Entlang der östlichen und südlichen Distriktgrenze verlaufen Höhenrücken mit Höhen von über 450 m.
Der Distrikt Masisea grenzt im äußersten Südosten an den Distrikt Yurúa (Provinz Atalaya), im Südwesten an den Distrikt Iparía, im Nordwesten an die Distrikte Honoria (Provinz Puerto Inca) und Manantay sowie im Norden an den Distrikt Callería. Im Osten grenzt der Distrikt Masisea an den brasilianischen Bundesstaat Acre mit den Verwaltungsbezirken Cruzeiro do Sul, Porto Walter und Marechal Thaumaturgo.